# Nova Nazaré
Nova Nazaré é um município brasileiro do estado de Mato Grosso. Sua população estimada em 2007 é de 2.745 habitantes.

## Últimos prefeitos eleitos
| Ano  | Prefeito     | Partido | Votos | %     | Ref   |
| ---- | ------------ | ------- | ----- | ----- | ----- |
| 2004 | Jose Queiroz | PFL     | 892   | 63,58 | [ 4 ] |
| 2008 | Railda       | PPS     | 707   | 54,05 | [ 5 ] |
| 2012 | Railda       | PSD     | 880   | 50,98 | [ 6 ] |
| 2016 | Joao Filho   | PSDB    | 1.128 | 62,05 | [ 7 ] |
| 2020 | Joao Filho   | PSDB    | 1.043 | 50,70 | [ 8 ] |